# A Elbereth Gilthoniel

La versión larga de «A Elbereth Gilthoniel» escrito en tengwar al modo de Beleriand.

«A Elbereth Gilthoniel» es un breve poema (una estrofa de siete versos, en su versión más larga) compuesto por el escritor británico J. R. R. Tolkien en sindarin, lengua construida por él mismo. Los versos están escritos en un tetrámetro yámbico; y riman aababcc. Se subtitula «Aerlinn in Edhil o Imladris» (‘aerlin de los elfos de Rivendel’); es posible que «aerlin» sea el nombre elegido por Tolkien para el modo de composición.
En su universo ficticio, «A Elbereth Gilthoniel» era un cántico élfico que se entonaba en Rivendel, del cual solo se registra la primera estrofa. Se trata de un himno de alabanza y oración de petición de ayuda dirigida a Varda.

## Versiones
El poema aparece hasta en tres ocasiones a lo largo de la novela, una en cada uno de sus tres tomos. En cada una de las ocasiones el texto es diferente, aunque con frases y contenido en común: aparece en primer lugar en el capítulo «Muchos encuentros» de La Comunidad del Anillo, en una versión larga de siete versos; en segundo lugar en el capítulo «Las elecciones de maese Samsagaz» de Las dos torres, con sólo cuatro versos; y en tercer lugar en el capítulo «Los Puertos Grises» de El retorno del Rey, con otros cuatro versos.
La versión larga que se encuentra en La Comunidad del Anillo se puede traducir al español así:

A Elbereth! Gilthoniel!
silivren penna míriel
o menel aglar elenath!
Na-chaered palan-díriel
o galadhremmin ennorath,
Fanuilos, le linnathon
nef aear, sí nef aearon!
¡O Elbereth! ¡Prendedora de estrellas!
blanca deslumbrante, bajando, centelleando como una joya,
¡la gloria de la hueste celestial!
Habiendo mirado fijamente lejos
desde las tierras tejidas de árboles de la Tierra Media,
a vos, La Eternamente Blanca, te cantaré,
desde este lado de la mar, ¡acá en este lado del océano!
— Tolkien, 1993, «Muchos encuentros»